# حبيل الوطح

تعديل مصدري - تعديل

حبيل الوطح هي إحدى قرى عزلة القارة بمديرية رصد التابعة لمحافظة أبين، بلغ تعداد سكانها 142 نسمة حسب تعداد اليمن لعام 2004.